# Ratchet & Clank (film)
(Tagline del film)
Ratchet & Clank è un film d'animazione del 2016 diretto da Kevin Munroe.
È ispirato all'omonima serie di videogiochi della Insomniac Games, la quale ha partecipato al progetto nella produzione, sceneggiatura, sviluppo dei personaggi ed animazione.

## Trama
Ratchet è un giovane e temerario meccanico Lombax del pianeta Veldin cresciuto senza famiglia e Clank, il suo robot migliore amico, sono due improbabili eroi con una missione da compiere: lottano per fermare l'infida razza dei Blarg, comandati dal perfido Presidente Drek, che ha intenzione di distruggere pianeti accuratamente scelti per costruire un pianeta per la sua razza, dato che il suo mondo d'origine è ormai inutilizzabile. Sceglie così di distruggere il pianeta Novalis poiché ha l'orbita migliore di tutta la galassia. Dopo aver scoperto un'incredibile arma capace di distruggere interi pianeti in un colpo solo per poi prenderne i frammenti e costruire un nuovo pianeta, i due si alleeranno con i Ranger Galattici e col leader di quest'ultimi, ovvero l'egocentrico ed egoistico Capitano Qwark, svelando molti segreti nascosti sulla loro vera identità.
Drek inoltre si è impadronito tanto tempo fa di una stazione spaziale chiamata il Deplanetizzatore che può distruggere pianeti interi per costruirne uno artificiale ed è aiutato da Victor Von Ion, un grosso e grottesco robot suo secondo in comando, Zed, un piccolo robot esuberante ed impacciato nonché eccentrico e leggermente codardo e che tende a spaventarsi di tutto ed è il suo assistente e infine il Dr. Nefarious, uno scienziato malvagio segretamente al servizio temporaneo dell'ignaro presidente in cerca di vendetta nei confronti del Capitano Qwark.

## Personaggi
- Ratchet: è uno dei due protagonisti del film, ed un giovane e temerario meccanico che sogna di diventare un eroico Ranger galattico. Doppiato da James Arnold Taylor.[2]
- Clank: è uno dei due protagonisti del film, ed un piccolo robot dall'animo buono e migliore amico di Ratchet. Doppiato da David Kaye.
- Il capitano Copernicus Qwark: è il secondo protagonista del film, ed il capo dei Ranger galattici e una star con un atteggiamento talmente ambizioso, egocentrico, egoista e ambiguo. Doppiato da Jim Ward.[2]
- Il Dr. Nefarious: è l'antagonista principale del film, ed uno scienziato folle e crudele al servizio (temporaneo) del presidente Drek in cerca di vendetta contro il Capitano Qwark. Doppiato da Armin Shimerman.[2]
- Il presidente Alonzo Drek: è uno degli antagonisti del film, ed l'avido e spietato leader dei Blarg. Doppiato da Paul Giamatti.[2]
- Victor Von Ion: è l'antagonista secondario del film, ed il temibile tenente e braccio destro del presidente Drek, e nemico giurato di Clank. Doppiato da Sylvester Stallone.[2]
- Cora Veralux: è una rigida Ranger galattica. Doppiata da Bella Thorne.[2]
- Elaris: è un membro di supporto ufficiale dei Ranger galattici. Doppiata da Rosario Dawson.[2]
- Brax Lectrus: è un Ranger galattico. Doppiato da Vincent Tong.
- Grimroth "Grim" Razz: è un anziano meccanico, e mentore e padre adottivo di Ratchet. Doppiato da John Goodman.[2]
- Zed: è un piccolo robot esuberante ed impacciato nonché assistente del presidente Drek ma alla fine divenne un assistente del meccanico Grimroth. Doppiato da Andrew Cownden.

## Produzione

### Sceneggiatura
La sceneggiatura del film si basa sulla storia originale di T.J. Fixman, che è anche stato sceneggiatore di Ratchet & Clank: Armi di distruzione e dei videogiochi successivi dal 2007 in poi.

## Promozione
Il 23 aprile 2013, attraverso il canale YouTube di PlayStation, è stato diffuso il teaser del progetto.
Il primo trailer del film viene diffuso il 15 ottobre 2015.

## Distribuzione
La pellicola è stata distribuita nelle sale cinematografiche statunitensi a partire dal 29 aprile 2016. Con l'uscita del trailer ufficiale del videogioco viene annunciata la data di uscita nelle sale italiane, fissata al 29 giugno 2016.

## Accoglienza

### Incassi
Con un budget di 20 milioni di dollari, il film ne ha incassati 8,8 nel Nord America e 3,7 all'estero, per un totale di 12,5 milioni di dollari.

### Critica
Il film è stato accolto da recensioni per lo più negative da parte della critica. Sul sito Rotten Tomatoes ottiene il 17% delle recensioni professionali positive, basata su 66 recensioni, con una media voto del 4,1/10. Su Metacritic ottiene 29 punti su 100, basato su 19 critiche.

## Altri media

### Videogioco
Insomniac Games ha sviluppato una nuova versione dell'originale Ratchet & Clank, un remake o meglio una reimmaginazione o rinarrazione per PlayStation 4, distribuito il 12 aprile 2016 in Nord America e il 20 aprile 2016 in Europa.